# Staffolo
Staffolo è un comune italiano di 2 159 abitanti della provincia di Ancona nelle Marche.

## Geografia fisica
Staffolo sorge sulla sommità di un colle, a 442 m s.l.m., a cavallo delle valli del Musone e dell'Esino.

## Storia

### Le origini
Nel territorio comunale sono stati rinvenuti numerosi reperti archeologici risalenti al paleolitico, alla civiltà picena, umbro-etrusca e romana. Il sito odierno, alla sommità del colle, nacque su un precedente pagus romano, come testimoniano varie iscrizioni ritrovate in loco.
Il villaggio in epoca longobarda prese il nome di Staffil, (germanico stab = bastone; forse palo di confine oppure avamposto militare) a rimarcare la linea della frontiera storica fra i territori del nord (già occupati dagli Umbri, in seguito dai Senoni poi annessi nella VI Regio romana e infine inglobati dai Bizantini nella Pentapoli annonaria) e del sud (già posseduti dai Piceni, poi annessi nella V Regio romana per far parte poi del Ducato di Spoleto) delle Marche.
La prima attestazione documentaria di Stafuli risale all'anno 1078, quando il territorio era parte del gastaldato e della diocesi di Nocera nel Ducato di Spoleto. Ricompare nei documenti diplomatici nel 1150, allorquando Ugone Cima ne era il dominus e, dopo di lui, il nipote Carbone (1155). Infatti, stando alla tradizione della famiglia Cima (de Cymis), il castello di Staffolo sorse per opera del dominus Attone nell'anno 1030, quando per sfuggire al saccheggio del suo castello da parte dei Normanni, questi si rifugiò nel suo vicino possedimento di Staffolo, un villaggio che fece cingere di mura e nel quale pose la sua residenza. La signoria dei Cima si protrasse nella storia del paese per un arco di tempo di circa quattro secoli, intervallata da lunghi periodi in cui il paese si rese libero comune. Nel 1219 si ha la prima attestazione delle libertà comunali di Staffolo e del suo ampio territorio che si estendeva lungo la valle del Musone. A partire dagli anni trenta del XIII secolo, Staffolo sostenne numerose battaglie in difesa del suo territorio contro le pretese di Osimo (1240) e di Jesi (1251, 1265, 1287, 1294). Alla città regia e al suo contado fu sottoposto una prima volta negli anni 1251-62. Fu in questo periodo che venne menzionata per la prima volta l'insegna comunale: banderia rubra cum stapha alba (bandiera rossa con staffa bianca) e furono annotati i distici staffolani (Ecco lo palio rosatu per amor de lo Esinatu...), uno dei primi esempi di volgare nelle Marche. Una seconda sottomissione a Jesi avvenne nel periodo 1294-97, a cui seguì il ripristino della libertà comunale per intervento della Chiesa di Roma. In questo secolo il comune si dotò di norme proprie per l'elezione del podestà (1290) e, soprattutto, vide la presenza nel suo territorio di san Francesco d'Assisi, che, in compagnia dell'amico Egidio, sostò nella località detta delle Tombette (oggi contrada San Francesco) nell'anno 1210. La presenza francescana divenne elemento determinante nella storia della comunità con l'istituzione, al centro del paese, di uno dei primi conventi francescani delle Marche, forse già esistente nel 1230. La presenza della fratellanza, a cui si aggiunsero successivamente anche le moniali seguaci di Santa Sperandia, diede grande impulso alla vita del comune, avviando, nel tempo, la costituzione di vari istituti, quali l'ospedale di santa Maria degli Infermi, la scuola pubblica, il Monte di Pietà e il Monte frumentario. Agli inizi del XIV secolo si fece aspro lo scontro interno al libero comune fra guelfi di opposte fazioni: gli intrinseci contro gli exititii. Nel 1324 Staffolo venne occupato dai fabrianesi, ma subito liberato da Rinaldo di Baligano Cima, cavaliere dagli speroni d'oro, che ne approfittò per tornare alla signoria di Staffolo con il beneplacito di papa Giovanni XXII (1333). Nel 1340 Rinaldo fu estromesso dal castello, dove venne ripristinato il libero comune, ma nel 1343 tornò a Staffolo e vi rimase come signore fino alla sua morte avvenuta nel 1348. Nella sua vita, Rinaldo di Baligano fu podestà a Firenze, a Siena, a Perugia e, per due mandati consecutivi, a Bologna. Alla sua morte Staffolo venne preso dai Malatesta ai quali si opposero i figli di Rinaldo ed in particolare Pavolozo (Paolo) Cima. Questi si alleò con Giovanni Visconti signore di Milano contro la Chiesa, i fiorentini e i Malatesta loro alleati. Con la pace di Sarzana (1353) e la morte di Visconti (1354), Pavolozo venne però estromesso dal suo castello, cosa che lo convinse a cambiare le alleanze schierandosi con i Malatesta, divenuti nel frattempo nemici della Chiesa difesa ora dall'Albornoz. Pavolozo partecipò alla battaglia di Paterno di Ancona contro l'Albornoz, poi guidò l'esercito dei Malatesta a Montefiore di Recanati, ma venne sconfitto in entrambe le occasioni. Nel frattempo il paese fu devastato dalla compagnia di ventura di fra' Moriale, che, secondo le cronache del Villani, depredò il paese del molto vino presente nelle cantine, ma, soprattutto, uccise settecento abitanti e rapì i giovani più forti e le donne che apparenza aveano. Nel frattempo Pavolozo, sceso a compromessi con l'Albornoz, tornò signore di Staffolo e vi rimase fino alla sua morte avvenuta nel 1375. Anch'egli, come il padre Rinaldo, fu podestà nelle principali città guelfe del centro Italia: Firenze, Siena, Bologna, Todi e Perugia. Alla sua morte gli successe il figlio Federico, che dovette però affrontare lo zio Piero e il cugino Antonio, podestà di Cingoli. Entrambi, alleati del vescovo di Osimo, avevano tentato di usurpargli la signoria. Sottoposto a scomunica, Federico dovette lasciare il paese in mano alla Chiesa che, a sua volta, lo cedette al crescente dominio degli Smeducci di Sanseverino. A causa della litigiosità familiare, gli Smeducci finirono per cedere di nuovo il castello di Staffolo alla famiglia Cima, oramai trasferitasi definitivamente a Cingoli, dove aveva instaurato una potente signoria. Agli inizi del XV secolo Staffolo era ancora soggetto a Giovanni Cima signore di Cingoli, finché questi non venne avvelenato dalla moglie Rengarda Brancaleoni (1422). Subito dopo Staffolo entrò nei possedimenti personali di Andrea Fortebracci, detto Braccio da Montone, imparentatosi con Rengarda grazie ai matrimoni che la vedova Brancaleoni e le sue due figlie avevano contratto con i fratelli Montemellini di Perugia, cugini di Braccio. Tornato libero comune, con la scomparsa di Braccio (1424), Staffolo entrò nelle vicende legate alla lotta fra Francesco Sforza e la Chiesa, passando da un fronte all'altro e cedendo allo Sforza solo il 29 dicembre del 1433, dopo due settimane di trattative terminate con un capitolato di resa composto da ben 12 punti. Nel 1447 Francesco Sforza, in partenza per Milano, ove era destinato alla signoria della città, vendette Staffolo e Jesi alla Chiesa per 35.000 fiorini. Nel 1517, la fedeltà al pontefice venne pagata a duro prezzo dagli staffolani: le truppe mercenarie del duca d'Urbino, Francesco Maria Della Rovere, composte da Guasconi e Spagnoli, saccheggiarono il paese bruciandone le case. In questo secolo gli abitanti di Staffolo furono soggetti oltre che alle scorrerie di mercenari, fra i quali quelli di Muzio Colonna nel 1516, anche alle epidemie di peste portate dalle stesse soldataglie, come nel 1522 e nel 1595. D'altro canto, in questo tormentato secolo, Staffolo rinnovò gli Statuti comunali (1546), che sono ancora conservati nell'archivio storico del comune, diede vita al Monte di Pietà (1516) e ad una significativa istituzione culturale, l'Accademia degli eccitati a cui vi aderirono intellettuali ed eruditi staffolani come Simone Messi e Gentile Bongiovanni. Oramai incluso nello Stato Pontificio, come tutti i comuni della Marca, Staffolo si segnalò per un'altra accademia nel '600 (Accademia degli arditi) e alla fine del '700 per un grave moto di dissensione nei confronti della Chiesa, manifestato da un gruppo di pie donne con esteriorità fallaci e pericolose che, come sosteneva il vescovo Compagnoni, è risaputo essere massime nel debol sesso!.

### Periodo napoleonico e storia moderna
Il 25 agosto del 1808, durante la repubblica napoleonica, un folto gruppo di insorgenti occuparono Staffolo e presero in ostaggio il sindaco e gli anziani del comune, generando il panico anche nei comuni vicini, da Jesi a Massaccio e Montecarotto. Dell'esperienza napoleonica a Staffolo resta un interessante documento gastronomico, una delle più antiche raccolte di ricette di cucina marchigiana, ispirata dal gusto francese allora in voga, opera della signora Clementina Leoni. Conclusasi l'esperienza francese con il nuovo riparto voluto dal Consalvi, Staffolo divenne sede di un governo, a cui venivano sottoposti i comuni di Massaccio (con Scisciano e Poggio Cupo), Castelbellino, Monteroberto, San Paolo e Majolati. Al Plebiscito per l’annessione al Regno Sabaudo, il 4 e 5 novembre 1860, si chiese ai marchigiani: Volete far parte della monarchia costituzionale del Re Vittorio Emanuele? A Staffolo su 556 aventi diritto al voto, votarono in 60, cioè meno dell’11%, contro una media regionale del 63,7. Ma il voto staffolano per l’Italia Unita fu sincero e soprattutto compatto: 60 furono i votanti, 61 i favorevoli! Il voto fu soprattutto la dimostrazione della forte propaganda ecclesiastica contro l'annessione allo stato sabaudo, condotta soprattutto dal parroco di Sant'Egidio, don Tommaso Leoni, che fu condannato a quattro mesi di carcere poiché ritenuto reo di aver rifiutato i sacramenti a coloro i quali avevano votato per l'annessione.
Nel primo conflitto mondiale furono quasi 500 i giovani reclutati nel regio esercito; di essi non fecero ritorno nelle loro case in 78: 40 caddero sul fronte di guerra (17 i dispersi), 26 perirono nei vari ospedali da campo, 5 in campi di prigionia, 7 nelle loro case in conseguenza di malattie contratte al fronte. Altre 5 furono le vittime delle guerre in Africa Orientale (A.O.I.) ed una in Spagna (O.M.S.). Nel secondo conflitto mondiale morirono altri 23 giovani staffolani. Dopo l'8 settembre furono numerose le vittime anche fra i civili: due giovani furono uccisi da mitragliamenti di aerei alleati il 24 aprile, un partigiano venne ucciso pochi giorni dopo, il 5 maggio, di fronte al municipio, da parte di un ufficiale delle SS. Uno sfollato di Ancona morì per i colpi sparati dai tedeschi come rappresaglia per l'uccisione da parte dei partigiani di un loro camerata il 24 giugno. Alcuni giorni dopo, il 29 giugno, una terribile operazione terroristica fu condotta da un reparto di militari tedeschi; guidati da un ufficiale delle SS, i militari uccisero sette giovani prigionieri condotti in paese dal campo di concentramento di Sforzacosta. Un’ora prima gli stessi militari avevano commesso una strage a Montalvello di Apiro, uccidendo sei persone del luogo, di cui quattro della stessa famiglia Romagnoli, ed avevano tentato di ucciderne altre quattro appiccando il fuoco al locale nel quale erano state in precedenza rinchiuse. L’azione terroristica del 29 giugno proseguì la sera stessa con l’uccisione da parte dello stesso reparto di militari tedeschi, a Cingoli, di altri due giovani provenienti dal campo di Sforzacosta. Poi, all’alba del giorno dopo a Filottrano, lo stesso reparto rastrellò altri dieci civili che furono poi fucilati nel campo della fiera. Nei quattro comuni della Val Musone, complessivamente, il terrorismo nazista determinò, fra il pomeriggio del 29 e la mattina del 30 giugno, la morte di 26 civili italiani. Il 16 luglio, quando le truppe della Wehrmacht si ritirarono dalla linea difensiva sul Musone, dopo la battaglia di Filottrano, percorrendo la strada del torrente Acqualta fecero dei prigionieri fra i contadini della zona; due giovani, che si rifiutarono di collaborare, furono fucilati presso il torrente. Tre giorni dopo, il 19 luglio, Staffolo veniva liberata dai militari del Corpo Italiano di Liberazione (C.I.L.).

## Monumenti e luoghi d'interesse

### Architetture religiose
- Chiesa di Sant'Egidio:

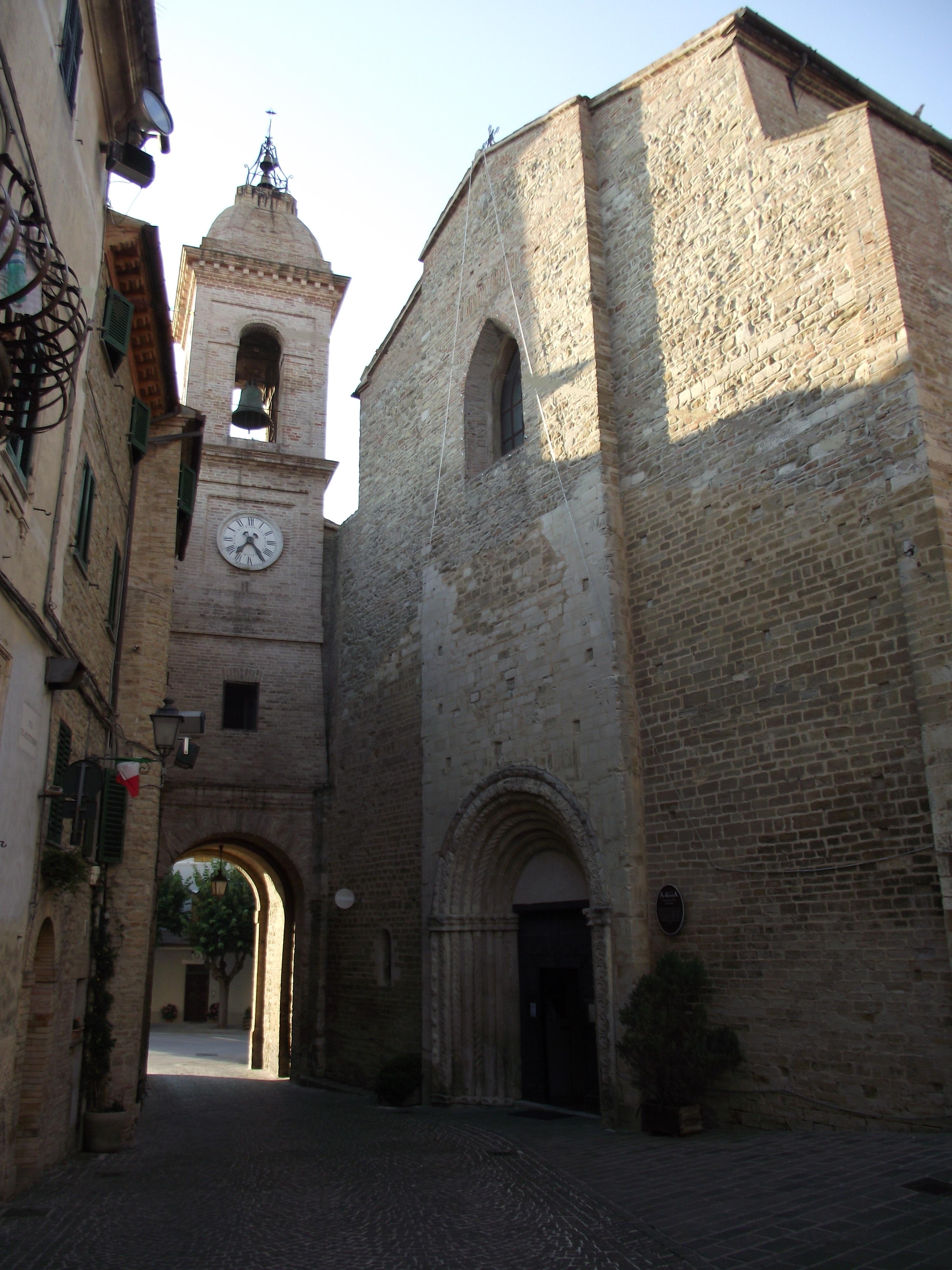
La Chiesa di Sant'Egidio.

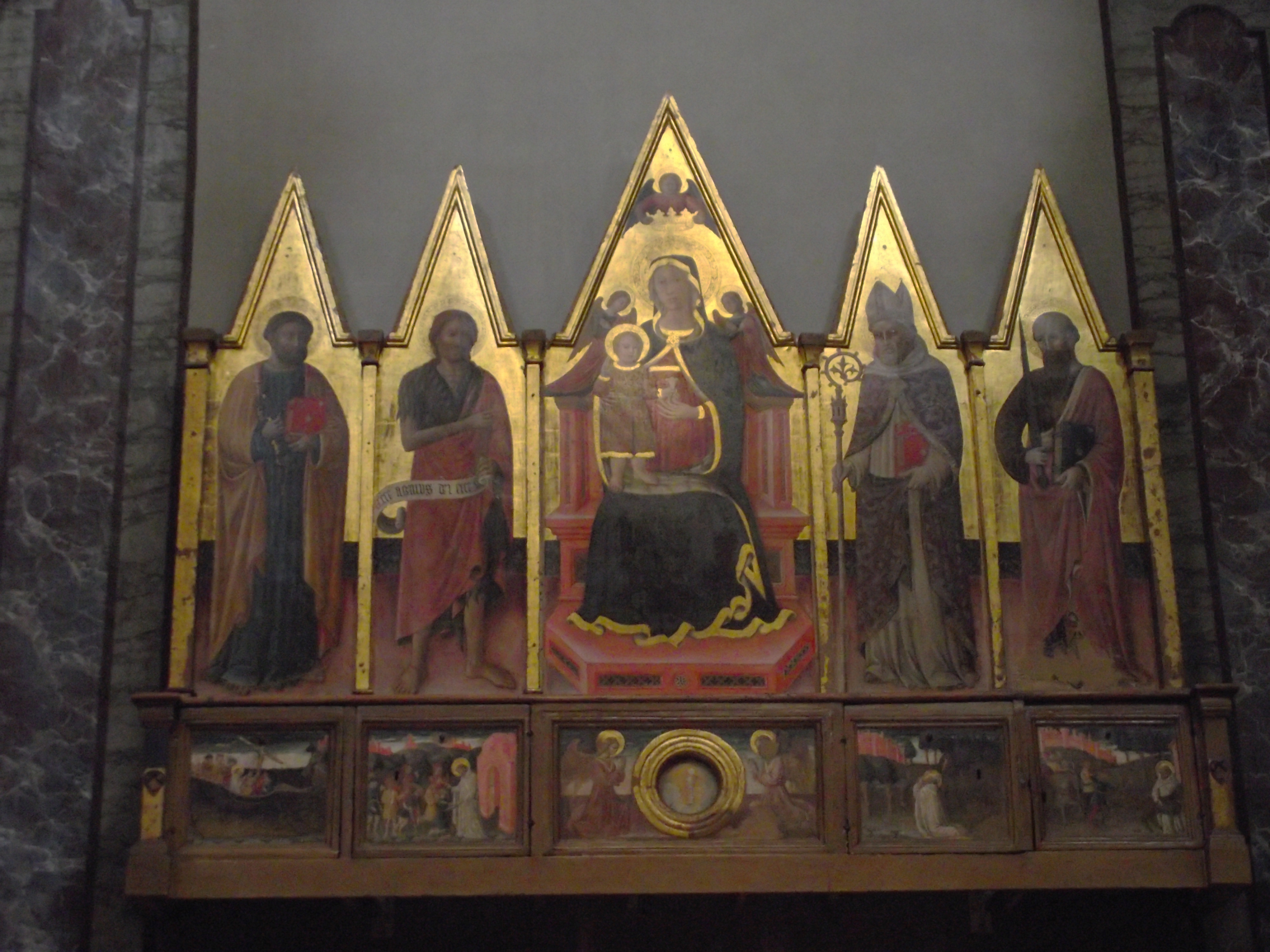
Il Pentittico della Madonna e Santi, Maestro di Staffolo, metà del XV secolo.

Dei secoli XII-XIII, originariamente nata come pieve è dedicata a Sant'Egidio Abate, patrono della città (1º settembre). Costruita in stile romanico, probabilmente dalle stesse maestranze che realizzarono Sant'Esuperanzio a Cingoli, la parrocchiale ha subito nel tempo varie modifiche architettoniche, sia all'interno dell'edificio sia all'esterno. Al suo interno sono contenute varie opere pittoriche, la più importante delle quali è il pentittico del Maestro di Staffolo (1450 ca.).
- Chiesa di San Francesco d'Assisi:

Prossima alla parrocchiale, con l'annesso convento risalgono ai primi anni '30 del XIII secolo. Si tratta di uno dei primissimi insediamenti francescani nella Marca, insolitamente realizzato all'interno delle mura cittadine. All'interno della chiesa si conservano importanti opere di Filippo Bellini (1550 ca. -1603), Maffeo Verona (1576-1618), Francesco Trevisani (1656-1746) e Giovanni Maspani (seconda metà XVIII sec.).
- Chiesa di Santa Maria della Castellaretta:

Sorge a 1 km dalle mura del paese, sulla strada che collega Staffolo con San Paolo di Jesi. L'edificio costruito nel 1572 e dedicato alla Madonna delle Vittorie, fu realizzato per la volontà di alcuni abitanti del paese che avevano preso parte alla battaglia di Lepanto contro i turchi. Tornati sani e salvi in patria, essi vollero mostrare la loro gratitudine alla Vergine costruendo la piccola chiesetta che, sorta sui ruderi di un antico Castellare, venne chiamata Castellaretta. Nel 1638, in seguito alla notizia della sconfitta dei turchi sotto le mura di Vienna e al conseguente arresto alla loro espansione in Europa, gli Staffolani ampliarono la chiesa e l'adornarono all'interno con le opere di Giovanni e Domenico Luigi Valeri, piottori jesini (1735).

### Architetture civili
- Mura cittadine

Conservano alcuni tratti e la loro forma originale. Nella parte meridionale si erge un torrione, impropriamente detto dell'Albornoz, realizzato più probabilmente nel XVI secolo.
- Palazzo Giacobini

La costruzione dell'edificio può essere fatta risalire al sec. XVII, forse più precisamente al 1601, data incisa sul concio di imposta dell'arco del portale. Il Palazzo, residenza dei conti Giacobini, patrizi di Jesi, nobili di Fano, nobili romani e di Parma, reca sul portale lo stemma Giacobini. 
Via del Maestro di Staffolo, 53, 55, 57(P), 59 - Staffolo (AN)
- Palazzo del Governo (ora Tesei)

La costruzione dell'edificio risale al 1600, come riportato nell'iscrizione posta sulla finestra della facciata. Nel 1816 a seguito del Riparto di Consalvi divenne sede del Governo di Staffolo, che comprendeva i comuni di Staffolo, Massaccio, Castelbellino, Monte Roberto, San Paolo e Majolati. Via del Maestro di Staffolo, 14, 12, 10(P) Staffolo (AN)
- Palazzo Onori

Il palazzo è situato in via XX Settembre, 4. Risalente al XVII sec., reca sul timpano delle finestre incorniciate lo stemma della famiglia Onori.
- Palazzo Onori Manuzio

Il palazzo, risalente al sec. XV, fu residenza della famiglia Onori Manuzio. Si trova in via Aldo Manuzio, 54.
- Palazzo Cerasi

La costruzione dell'edificio può essere fatta risalire al sec. XVI. Attualmente ospita l'albergo e spa, "Relais del Borgo". Si trova in Via Solferino, 6.
- Palazzo Cotini

La costruzione dell'edificio può essere fatta risalire al sec. XVII. Nel sec. XIX nacque nell'edificio il musicista Domenico Cotini, come ricordato da una lapide murata in facciata. L'ingresso è in via Cotini.
- Palazzo Scaramucci

La costruzione dell'edificio può essere fatta risalire al 1601, come sembrerebbe testimoniare la data incisa sull'architrave del portale. Via S. Michele, 1(P), 2, 5, Staffolo (AN). Fu sede dell'Accademia degli Arditi.
- Palazzo Leoni

La costruzione dell'edificio può essere fatta risalire al sec. XVII. Esso incorpora il Torrione dell'Albornoz. L'edificio è situato in via Solferino, 10, 8(P) Staffolo (AN)
- Casa Cima

La costruzione originaria risale al XIV secolo (1344) come ricorda l'iscrizione sulla facciata dell'edificio attuale. Agli inizi del XIX secolo fu demolita l'adiacente chiesa di Sant'Antonio risalente anch'essa al secolo XIV. Via XX Settembre, 31, 33(P), 35 Staffolo (AN)
- Palazzo dell'ex ospedale

Museo dell'arte del vino -
La costruzione dell'edificio può essere fatta risalire al sec. XV.
Nel corso della fine del sec. XX l'edificio è stato ristrutturato ed attualmente ospita la civica biblioteca ed il Museo dell'arte del vino con annessa enoteca. Via del Maestro di Staffolo, 32 (P) Staffolo (AN)
- Palazzo del comune

Monte frumentario -
Monte di Pietà -
La costruzione dell'edificio può essere fatta risalire al sec. XV.
Il 5 aprile 1543 viene istituito nell'edificio il Monte frumentario ed il Monte di Pietà.
All'inizio del sec. XIX, in età napoleonica, il palazzo diviene la residenza del governatore e, al piano terra, sede delle carceri. Il balcone angolare è costruito agli inizi del sec. XX. Il palazzo è stato completamente ristrutturato nel corso dell'ultimo quarto del sec. XX.Via XX Settembre, 14(P) Staffolo (AN)
- Palazzo delle magistrature

Teatro dell'Armonia -
Palazzo delle Logge - La costruzione dell'edificio può essere fatta risalire all'inizio del sec. XVI, in questo periodo esso ospita le magistrature comunali.
Nel corso del sec. XVIII il palazzo diviene sede del Comune.
Nel 1840 si inaugura il Teatro dell'Armonia, ricavato nell'ultimo piano dell'edificio ed interamente in legno con tre ordini di palchi.
Stato di conservazione: buono
oai:sirpac.cultura.marche.it:80905
Via XX Settembre, 19, 21, 23(P), 25 Staffolo (AN)

## Società

### Evoluzione demografica
Abitanti censiti

## Amministrazione

Il gonfalone comunale

| Periodo        | Periodo        | Primo cittadino        | Partito                                                       | Carica  | Note  |
| -------------- | -------------- | ---------------------- | ------------------------------------------------------------- | ------- | ----- |
| 18 giugno 1985 | 2 giugno 1990  | Pietro Luigi Aquilanti | Partito Comunista Italiano                                    | Sindaco | [ 5 ] |
| 2 giugno 1990  | 24 aprile 1995 | Pietro Luigi Aquilanti | Partito Comunista Italiano Partito Democratico della Sinistra | Sindaco | [ 5 ] |
| 24 aprile 1995 | 14 giugno 1999 | Pierino Ombrosi        | Centro-sinistra                                               | Sindaco | [ 5 ] |
| 14 giugno 1999 | 14 giugno 2004 | Egidio Brocani         | Lista civica                                                  | Sindaco | [ 5 ] |
| 14 giugno 2004 | 8 giugno 2009  | Sauro Ragni            | Lista civica di Centro-sinistra                               | Sindaco | [ 5 ] |
| 8 giugno 2009  | 26 maggio 2014 | Sauro Ragni            | Lista civica di Centro-sinistra                               | Sindaco | [ 5 ] |
| 26 maggio 2014 | 27 maggio 2019 | Patrizia Rosini        | Lista civica di Centro-sinistra                               | Sindaco | [ 5 ] |
| 27 maggio 2019 | 10 giugno 2024 | Sauro Ragni            | Lista civica di Centro-sinistra                               | Sindaco | [ 5 ] |
| 10 giugno 2024 | in carica      | Sauro Ragni            | Insieme per Staffolo (Centro-sinistra)                        | Sindaco | [ 5 ] |

## Sport

### Calcio a undici
La squadra di calcio del paese è lo Staffolo che gioca in Prima Categoria ed ha come colori sociali il giallo e il rosso.
Calcio a cinque femminile
La squadra di calcio a cinque femminile del paese nasce nel 2023 ed ha come colori sociali il giallo e il rosso.